# جاك سبنسر (لاعب دوري الرغبي)
جاك سبنسر (بالإنجليزية: Jack Spencer)‏ هو لاعب دوري الرغبي أسترالي، ولد في 1920، وتوفي في 10 فبراير 1998 في Bateau Bay ‏ في أستراليا.